# Гармахерский горн
Гарма́херский горн, также гаргерт, очистительный горн (от нем. garmachen — рафинировать, очищать) — металлургическая печь для рафинирования цветных металлов, в основном меди, применявшаяся на металлургических заводах в России в XVIII—XIX веках. В. де Геннин в своём Описании Уральских и Сибирских заводов 1735 года называет гармахерский горн разделительным и очистительным горном.

## История
Технология выплавки меди с дополнительной перечистной плавкой сложилась в Саксонии и Швеции в начале XVIII века. Выплавка меди производилась в четыре передела: сначала руду (иногда после предварительного обжига) плавили в обжигальных печах с получением роштейна. Затем из роштейна (или непосредственно из руды) в плавильной печи получали чёрную медь, которая переплавлялась в гармахерском на гаркупфер (гармахерскую медь). После этого в гармахерском или в отдельном штыковом горне из гаркупфера получали чистую («красную») медь. Такая 4-х-шаговая технология была внедрена в 1723—1724 годах мастером Циммерманом на Егошихинском заводе и мастером Штифтом на Екатеринбургском и Пыскорском заводах. Первые вододействующие гармахерские горны на Урале вододействующие были построены в 1726 году на Пыскорском заводе под руководством саксонского металлурга Улиха Иоганна Готлиба (Ивана Давыдовича).

## Технология
По своей конструкции гармахерский горн был похож на кричный. Рабочее пространство выполнялось в виде круглой полости диаметром около 0,62 м и глубиной 0,25—0,3 м. Угар металла составлял около 12,5 %. Полученную медь разливали в чугунные изложницы.
В гармахерском горне проводился переплав и очищение от примесей (в первую очередь, железа и серы) чёрной меди, полученной, как правило, на предыдущем переделе в шплейзофене. Рабочие, обслуживавшие гармахерские горны, назывались гармахерами, а выплавленная медь — гармахерской или гаркунфером. Также в гармахерских горнах производили переплавку меди на штыковую.
В обязанности гармахера входил контроль над минимизацией угара меди при переплавке, а также выдерживание требуемого качества металла.
Ежели от лености или пьянства и несмотрения гармахер медь перезжет, не допустит до спелости или не очистит железину и грязь, оное освидетельствовать; употреблённые на очиску оной припасы доправить на нём, гармахере, и велеть ему оную перечистить вновь, и что по вторичной ево очиске явитца угару сверх обыкновенного, за оной доправить по цене на нём же вычетом из жалованья, и по перечиске тое гармахерскую чистую и спелую медь принимать от гармахеров весом и з запискою и по приёме отдавать в переплавку в штыки.В. де Геннин